# Bacchisa violacea
Bacchisa violacea là một loài bọ cánh cứng trong họ Cerambycidae.